# Carl Walther Meyer
Carl Walther Meyer (* 1. Februar 1898 in Dresden; † 12. März 1985 in Waldkirch) war ein deutscher Schauspieler und Filmeditor.

## Leben und Wirken
Meyer, ein Sohn des Urologen Curt Richard Meyer und seiner Frau Margarethe, geb. Hänisch, brach sein Medizinstudium an der Universität Göttingen nach einem Jahr ab und nahm stattdessen Schauspielunterricht bei Erich Ponto. 1922 debütierte er am Gothaer Stadttheater. Danach ging er nach München an das Staatstheater. Zu seinen Hauptrollen gehörten der August Keil in Rose Bernd und Titus in Alles um Geld von Herbert Eulenberg.
Später wirkte Meyer überwiegend als Schauspieler in Stummfilmen. Seine erste Rolle bekam er in dem dänischen Stummfilm Praesidenten (Der Präsident), den Carl Theodor Dreyer 1919 inszenierte. Häufig spielte er militärische Chargenrollen. 1926 heiratete er die Fotografin Hilde Kupfer. Im Jahr darauf übernahm er die Titelrolle in Richthofen, der rote Ritter der Luft. Zu Beginn der Tonfilmzeit trat er in einer frühen Edgar-Wallace-Verfilmung, Karel Lamačs Der Hexer von 1932, an der Seite von Maria Matray und Fritz Rasp in Erscheinung; danach spielte er nur noch in Nebenrollen.
Gegen Ende seiner Schauspielkarriere war Meyer bereits parallel als Schnittmeister tätig und verlegte sich nach 1936 vollständig auf dieses Metier. Ab den späten 1930er-Jahren war er Leiter der Synchronisierungsabteilung bei der Ufa-Tonwoche und ab 1940 bei deren Nachfolgeformat Die Deutsche Wochenschau, wo er maßgeblich für die musikalische Ausgestaltung der wöchentlichen Kriegsberichte Verantwortung trug. Im Sommer 1944 wurde er zum Militärdienst einberufen und kam später in sowjetische Kriegsgefangenschaft im ehemaligen KZ und nunmehrigen Internierungslager Auschwitz. Zwischen 1945 und 1949 wurde er der Entnazifizierung unterzogen, sodass ihm die Ausübung seines Berufes während dieser Zeit untersagt war.
1949 war er nochmals als Schauspieler am Kleist-Theater Frankfurt (Oder) engagiert, wechselte aber 1950 wiederum als Schnittmeister zur soeben etablierten Neuen Deutschen Wochenschau. Dort war er für die Musikunterlegung aller Wochenschauen zuständig und baute ein umfangreiches Ton- und Musikarchiv auf. Nach seiner Pensionierung 1967 zog er mit seiner Frau nach Krumpendorf am Wörthersee und 1980 schließlich nach Waldkirch im Schwarzwald. Im dortigen Bruder-Klaus-Krankenhaus starb Carl Walther Meyer 1985 im Alter von 87 Jahren.
Er war der Großonkel des Produzenten Rik Walters.

## Filmografie

### Stummfilme
- 1919: Der Präsident
- 1924: Die Königsgrenadiere
- 1925: Frauen, die nicht lieben dürfen
- 1925: Das Abenteuer einer Brautnacht
- 1926: Der siebente Junge
- 1926: Das deutsche Mutterherz
- 1926: Die kleine Inge und ihre drei Väter
- 1927: Deutsche Frauen – Deutsche Treue
- 1927: Klettermaxe[7]
- 1927: Der Kavalier vom Wedding
- 1927: Valencia, du Schönste aller Rosen
- 1927: Feme
- 1927: Das Spielzeug einer schönen Frau
- 1927: Was Kinder ihren Eltern verschweigen
- 1927: Der König der Mittelstürmer[8]
- 1927: Richthofen, der rote Ritter der Luft[9]
- 1927: Am Rüdesheimer Schloß steht eine Linde
- 1928: Eva in Seide
- 1928: Der alte Fritz, 2. Teil: Ausklang
- 1928: Leontines Ehemänner
- 1928: Saxophon-Susi
- 1928: Wir halten fest und treu zusammen[10]
- 1929: Drei Tage auf Leben und Tod[11]
- 1929: Flucht in die Fremdenlegion[12]
- 1929: Es war einmal ein treuer Husar
- 1929: Der Ruf des Nordens
- 1929: Das Panzerauto (Pancérové auto)
- 1930: Die Kaviarprinzessin

### Tonfilme
- 1930: Besuch um Mitternacht. Das Nachtgespenst von Berlin (Kurzfilm, 29 Min.)
- 1930: Mach’ mir die Welt zum Paradies
- 1931: Kadetten
- 1931: Schön ist die Manöverzeit
- 1931: Die Mutter der Kompagnie
- 1931: Stürmisch die Nacht
- 1931: Der Tanzhusar
- 1931: Liebeslied
- 1932: Streichquartett (Kurzfilm)[13]
- 1932: Paprika
- 1932: Der Knalleffekt (Kurzfilm)
- 1932: Eine von uns
- 1932: Der Hexer[14]
- 1933: Das verliebte Hotel
- 1933: Fräulein Hoffmanns Erzählungen[15]
- 1934: Polarstürme (Tonfassung von Der Ruf des Nordens)
- 1934: Die Czardasfürstin
- 1934: Zwei Genies (Kurzfilm)
- 1934: Ferien vom Ich
- 1934: Schwarzer Jäger Johanna
- 1934: Heinz im Mond
- 1934: Musik im Blut
- 1935: Regine
- 1935: Winternachtstraum
- 1935: Petersburger Nächte. Walzer an der Newa
- 1936: Der Favorit der Kaiserin
- 1936: Der schüchterne Casanova
- 1936: Paul und Pauline[16]